# Ernst Oswald Schmidt
Ernst Oswald Schmidt (* 10. Juli 1839 in Plauen; † 7. Mai 1919 in Leipzig) war ein deutscher evangelisch-lutherischer Theologe und Lehrer.

## Leben und Werk
Schmidt, der Sohn eines Bahnhofsexpedienten, promovierte zum Dr. phil. und wurde Oberlehrer am Sächsischen Schullehrer-Seminar in Borna. Dort gab er unter anderem die Allgemeine kirchliche Chronik heraus. 1869 nahm er die Stelle des evangelisch-lutherischen Pfarrers in Theuma an. 1874 wechselte er nach Annaberg, wo er Oberpfarrer, Superintendent und Kirchenrat an der Annenkirche wurde. Dort wirkte er über 40 Jahre und erlangte besonders durch seine Baufreudigkeit an der Kirche nachhaltige Bedeutung.
1908 erschien das von ihm verfasste Prachtwerk Die St.-Annen-Kirche zu Annaberg. Ein Führer durch ihre Geschichte und ihre Kunstdenkmäler. Er verfasste außerdem Die hundert plastischen Darstellungen an den Brüstungen der Emporen der St. Annenkirche zu Annaberg, Annaberg: E. R. Grellmann’sche Buchdruckerei, 1882. Seine letzten Lebensjahre verbrachte er in der Messestadt Leipzig. 1887 wurde ihm von der Universität Leipzig der Ehrendoktortitel verliehen.
Schmidt war seit seinem Studium (Sommer 1860) Mitglied der Leipziger Universitäts-Sängerschaft zu St. Pauli (heute Deutsche Sängerschaft).

## Ehrungen
Schmidt wurde 1911 zum Ehrenbürger der Stadt Annaberg ernannt.